# Saudi Arabian Military Industries

Saudi Arabian Military Industries (SAMI; arabisch الشركة السعودية للصناعات العسكرية, DMG aš-šarika as-saʿūdiyya li-ṣ-ṣināʿāt al-ʿaskariyya) ist eine im Mai 2017 gegründete staatseigene Rüstungsholding des Königreiches Saudi-Arabien.
Die Holding ist Teil der Strategie der saudischen Regierung „Vision 2030“, soll die Streitkräfte Saudi-Arabiens mit modernem Gerät ausstatten und so unabhängiger von der ausländischen Lieferung machen. Das Unternehmen will über Joint Ventures mit weltweit tätigen Unternehmen (z. B. mit dem spanischen Schiffsbauunternehmen Navantia) sowie Unternehmenskäufe zu einem der 25 größten Rüstungskonzerne wachsen. Im November 2018 bot SAMI 1 Milliarde USD für 49 % von Rheinmetall Denel Munition (RDM), einem Joint Venture zwischen Rheinmetall und Denel.

## Struktur
SAMI gehört formal dem Saudi Arabia’s Public Investment Fund (PIF) des Königreichs. Ahmed Al-Khateeb ist Vorstandsvorsitzender und Andreas Schwer, ehemals CEO von Rheinmetall International, ist Chief Executive Officer. Laut n-tv arbeiten mindestens drei weitere ehemalige Rheinmetall-Manager für die SAMI.
Das Unternehmen stellt zunächst für vier Geschäftsbereiche Produkte her und bietet Dienstleistungen an: Luftsysteme, Landsysteme, Waffen und Flugkörper (auch Munition) und Verteidigungselektronik.

## Beziehung zu Deutschland
Nach dem gewaltsamen und ungeklärten Tod des Journalisten und Systemkritikers Jamal Khashoggi in einem saudischen Konsulat beschloss die Bundesregierung, keine Rüstungsexporte mehr nach Saudi-Arabien zu genehmigen. SAMI blockierte darauf ihre Website für Zugriffe aus Deutschland.